# Montagnac-sur-Auvignon
 Montagnac-sur-Auvignon  là một xã thuộc tỉnh Lot-et-Garonne trong vùng Nouvelle-Aquitaine phía tây nam nước Pháp. Xã này nằm ở khu vực có độ cao trung bình 196 mét trên mực nước biển.